# جون داهل
جون دول (بالإنجليزية: John Dahl)‏ هو مخرج وكاتب أفلام ومسلسلات أمريكي ولد في 1956، عُرف بأعماله في أفلام النوار الجديد. ولا توجد صلة قرابة لجون بكاتب السيناريو والروائي روالد دال بعكس ما يعتقده البعض.

## حياته الشخصية والمهنية
ولد جون في بيلنغز في ولاية مونتانا الأمريكية وهو الأخ الثاني لأربع أطفال. قضى جون طفولته في مونتانا وجميع سنوات دراسته الجامعية. بدأ اهتمامه بالأفلام مُذ كان في السابعة عشر عندما شاهد فلم البرتقالة الآلية.
درس بدايةً في جامعة مونتانا ثم انتقل لاحقاً لجامعة ولاية مونتانا ليدرس السينما والتصوير الفوتوغرافي حيث حصل على شهادته البكالوريوس في خذا التخصص. خلال دراسته في الجامعة قابل الطالب بيل بولمان وكوّن صداقةً معه. وكان أول فيلم طويل أنتجه في الجامعة يحمل اسم المسوخ المستة بتكلفة 12,000 دولار. والتقى بزوجته في الجامعة كذلك وبعد التخرج تركا مونتانا والتحقا بمعهد الكونسرفتوار في لوس أنجلوس.
بدأ داهل حياته المهنية كـمساعد مخرج، وتابع في فترة الثمانينات صناعة الأفلام القصيرة وكليبات موسيقية وعمل لصالح فرقة Kool & the Gang والمغني Joe Satriani. كما اكتسب سمعة سيئة بعد إخراجه لأولى فلميه Kill Me Again و Red Rock West، وكلا الفلمين حصدا ردود فعل سيئة.

## أعماله

### كمخرج

#### الأفلام
- Kill Me Again
- Red Rock West
- The Last Seduction
- Unforgettable
- Rounders
- Joy Ride
- The Great Raid
- You Kill Me

#### التلفاز
- Fallen Angels حلقة: "غداً سأموت"
- Tilt حلقة: "اخلط الورق ووزّع"
- Californication حلقات رقم: 10، 15، 31، 33، 42، 47، 49، 62، 79، 81.
- Life حلقة رقم 6.
- Fear Itself حلقة رقم 10.
- True Blood حلقات رقم: 3، 17، 20، 31.
- Battlestar Galactica حلقة رقم 68.
- Dexter حلقات رقم: 27، 34، 40، 45، 50، 55، 59، 61، 64، 66، 72، 73، 76، 83، 90، 93.
- Breaking Bad حلقة رقم 11.
- The Vampire Diaries حلقات رقم: 3، 24، 56، 77.
- Hellcats حلقة رقم 7.
- Justified حلقات رقم: 10، 17، 37، 47، 62.
- Terriers حلقة رقم 8.
- Shameless حلقة رقم 6 و 18.
- Homeland حلقة رقم 7 من الموسم الثاني.
- Arrow حلقة رقم 9
- Person of Interest حلقة رقم 36.
- Hannibal حلقة رقم 10.
- The Americans حلقة رقم 12.
- Outlander حلقة رقم 1 و 2

### ككاتب
- P.I. Private Investigations
- Kill Me Again
- Red Rock West

## روابط خارجية
- جون داهل على موقع IMDb (الإنجليزية)
- جون داهل على موقع روتن توميتوز (الإنجليزية)
- جون داهل على موقع قاعدة بيانات الأفلام العربية
- جون داهل على موقع ألو سيني (الفرنسية)
- جون داهل على موقع أول موفي (الإنجليزية)
- جون داهل على موقع بوكس أوفيس موجو (الإنجليزية)
- جون داهل على موقع قاعدة بيانات الأفلام السويدية (السويدية)
- جون داهل على موقع إن إن دي بي (الإنجليزية)
- جون داهل على موقع ديسكوغز (الإنجليزية)
- جون داهل على موقع قاعدة بيانات الفيلم (الإنجليزية)